# Paseo de la Sexta
El Proyecto del Paseo de la Sexta, o simplemente Paseo de la Sexta, es un proyecto impulsado por la Municipalidad de la Ciudad de Guatemala con el fin de revitalizar la Sexta Avenida de la Zona 1 de la Ciudad de Guatemala. El proyecto busca implementar nuevas estrategias para la intervención de espacios públicos dentro de la ciudad e incidir de manera positiva en el entorno de los usuarios a fin de mejorar las condiciones actuales y promover las oportunidades que permitan generar la inversión a nivel local. Además, se busca la mejora del transporte en el Centro Histórico de la ciudad al introducir el sistema de transporte masivo Transmetro.
El proyecto abarca desde La Plaza Mayor de la Constitución o Parque Central hasta la 18 calle de la Zona 1 de la Ciudad de Guatemala. Es coordinado por el Taller de Urbanística de la Municipalidad de la Ciudad de Guatemala.

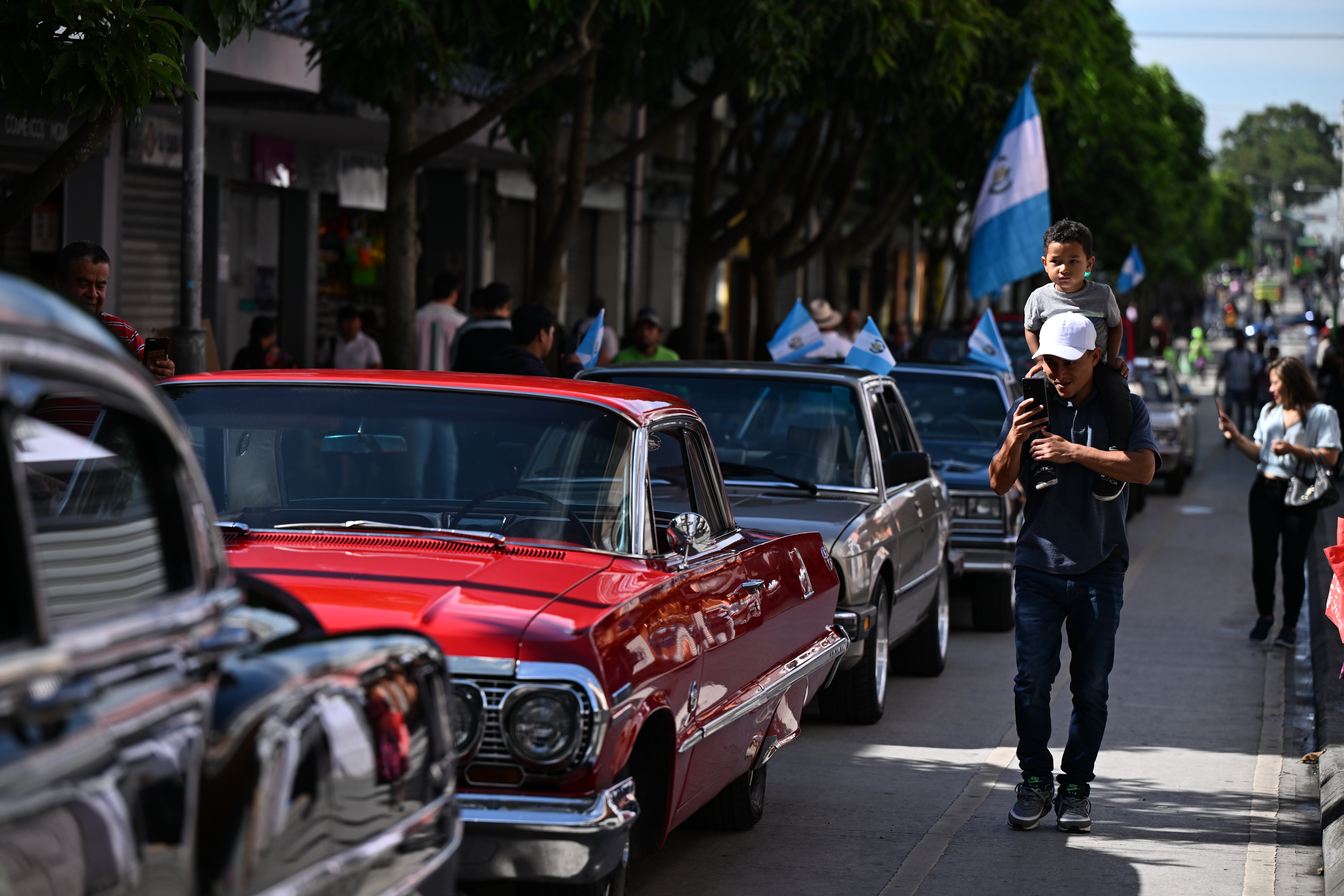
Actividades cívicas sobre el Paseo de la Sexta.

## Desarrollo y objetivos
La primera fase de la implementación del proyecto fue la construcción de la Plaza El Amate, para que el comercio informal ubicado en la Sexta Avenida fuera trasladado a ese lugar. Además, con la publicidad de dicha plaza y la conexión con el Transmetro, se pretende desarrollar el comercio en la zona y la semi-formalización del comercio existente en la avenida.
Al revitalizar las aceras y fachadas de los comercios existentes en la avenida, se pretende impulsar el desarrollo económico y la inversión en el sector. Además, se busca desarrollar proyectos comerciales y habitacionales en el área para promover el comercio.
Además se busca la participación ciudadana como parte integral del proyecto, para promover la limpieza y el orden en la avenida. Por tanto, la participación del vecino es de gran importancia y vital para el éxito del proyecto, el Paseo de La Sexta, pretende ser un punto de encuentro donde vecinos, comerciantes, trabajadores y visitantes confluyan para disfrutar de los beneficios de la recuperación de un espacio público.

## Actividades culturales
Cada mes, la Dirección de Educación y Cultura, a través del programa Manos a la Obra, se encarga de organizar diferentes expresiones artísticas que ayudan a promover el desarrollo cultural y artístico en el área. Entre estas expresiones artísticas se encuentran presentaciones de marimba, baile, teatro de calle, actos circenses, pintura, escultura, entre otros.